# Halichoeres melas
 Halichoeres melas és una espècie de peix de la família dels làbrids i de l'ordre dels perciformes.

## Morfologia
Els mascles poden assolir els 12,1 cm de longitud total.

## Distribució geogràfica
Es troba al Mar d'Aràbia i a Oman.